# Mahajanga
Mahajanga ist eine Stadt in Madagaskar. Sie liegt im Nordwesten des Landes in der Bucht von Bombetoka und am Fluss Betsiboka. Die Stadt war Hauptort der früheren, gleichnamigen Provinz Mahajanga und erfüllt dieselbe Funktion jetzt für die Region Boeny.

## Geschichte
Der Ort wurde vermutlich vom Sakalava-König Andrianandisoaridy gegründet. Der Name kommt aus dem Arabischen (mji angaia „Stadt der Blumen“) oder dem Madagassischen (maha janga „das, was gesund macht“). Bereits von Beginn an diente er als Handelsplatz und war seit dem 18. Jahrhundert Hauptstadt des Sakalava-Königreichs Boina. Bis 1808 beherrschten die Sakalava den Ort, danach bis 1825 die Könige von Imerina. Im Ersten Franco-Hova-Krieg wurde die Stadt 1883 durch die Franzosen angegriffen und zerstört. Mit der Eroberung und Besetzung der Stadt begann 1895 der Zweite Franco-Hova-Krieg, nach dem Madagaskar ein französisches Protektorat wurde. Die Stadt trug in der Kolonialzeit den Namen Majunga, der auch heute noch im Sprachgebrauch verbreitet ist.

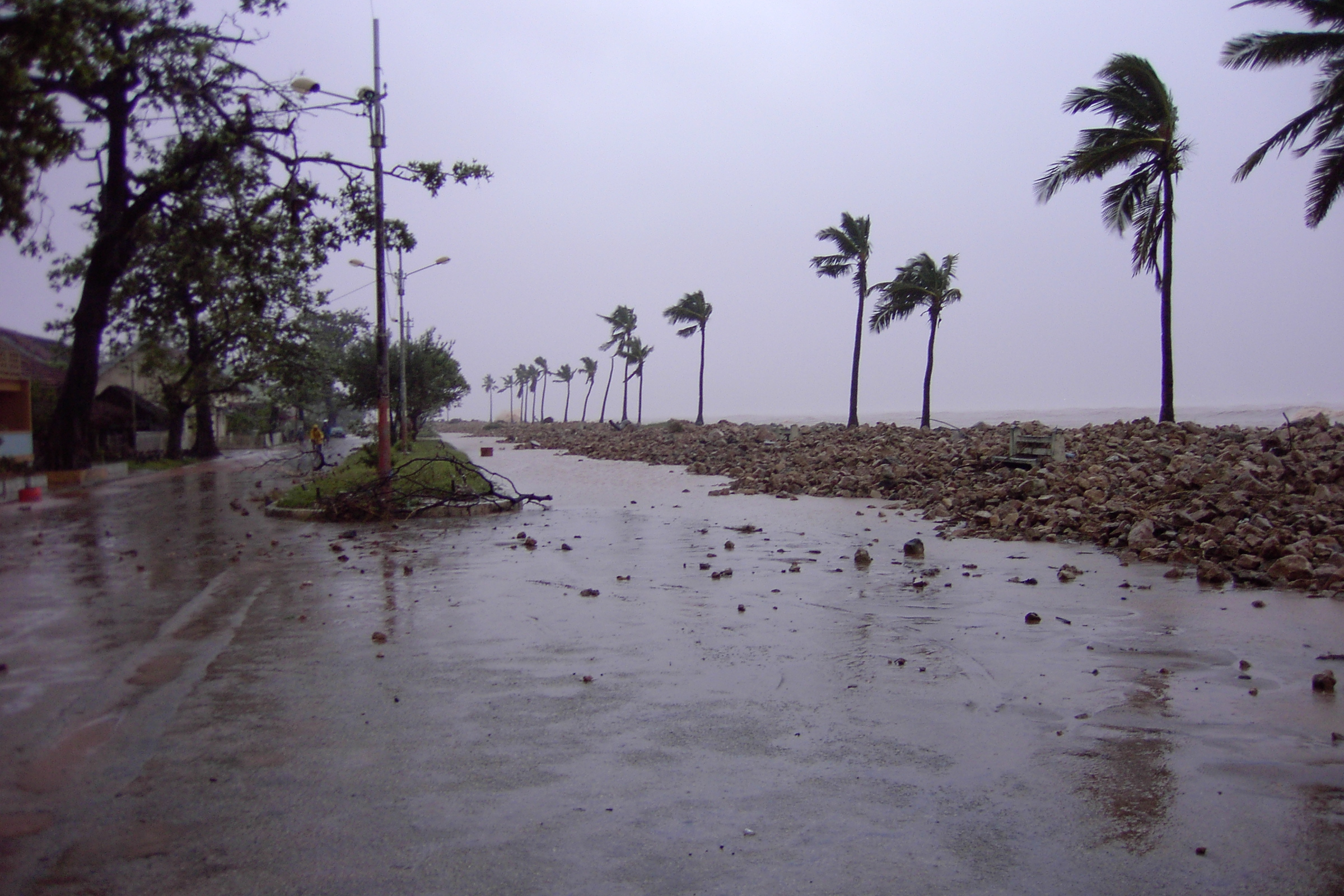
Der Boulevard an der Küste, nach einem Zyklon im Jahre 2004

Am 7. März 2004 wurde die Stadt von dem Zyklon Gafilo heimgesucht, welcher beträchtlichen Schaden anrichtete.

## Bevölkerung
Ursprünglich wohnten hier nur Angehörige des Volks der Tsimihety und Sakalava. Doch wanderten durch die Inbetriebnahme des Hafens bald darauf auch Inder, Araber und später auch Chinesen zu. Das ethnische Spektrum erweiterte sich in der Kolonialzeit noch um Europäer und Komorer. Letztere stellten bis zu Pogromen im Jahr 1976 sogar die Bevölkerungsmehrheit. Die Volkszählung 1975 ergab 65.864, jene von 1993 106.780 Einwohner. Heute zählt der Ort rund 160.000 Bewohner.

## Wirtschaft
Bedingt durch den Hafen ist der Handel der wichtigste Erwerbszweig. Zuerst wurden Sklaven und Reis exportiert, später neben Reis auch Baumwolle, Mais, Tabak und Zuckerrohr. Große Arbeitgeber sind das Zementwerk und die Nahrungsmittelindustrie.
Seit 2000 gibt es ein Joint-Venture mit einer japanischen Firma, das auf der Halbinsel südlich der Stadt eine Shrimps-Farm betreibt.

## Infrastruktur

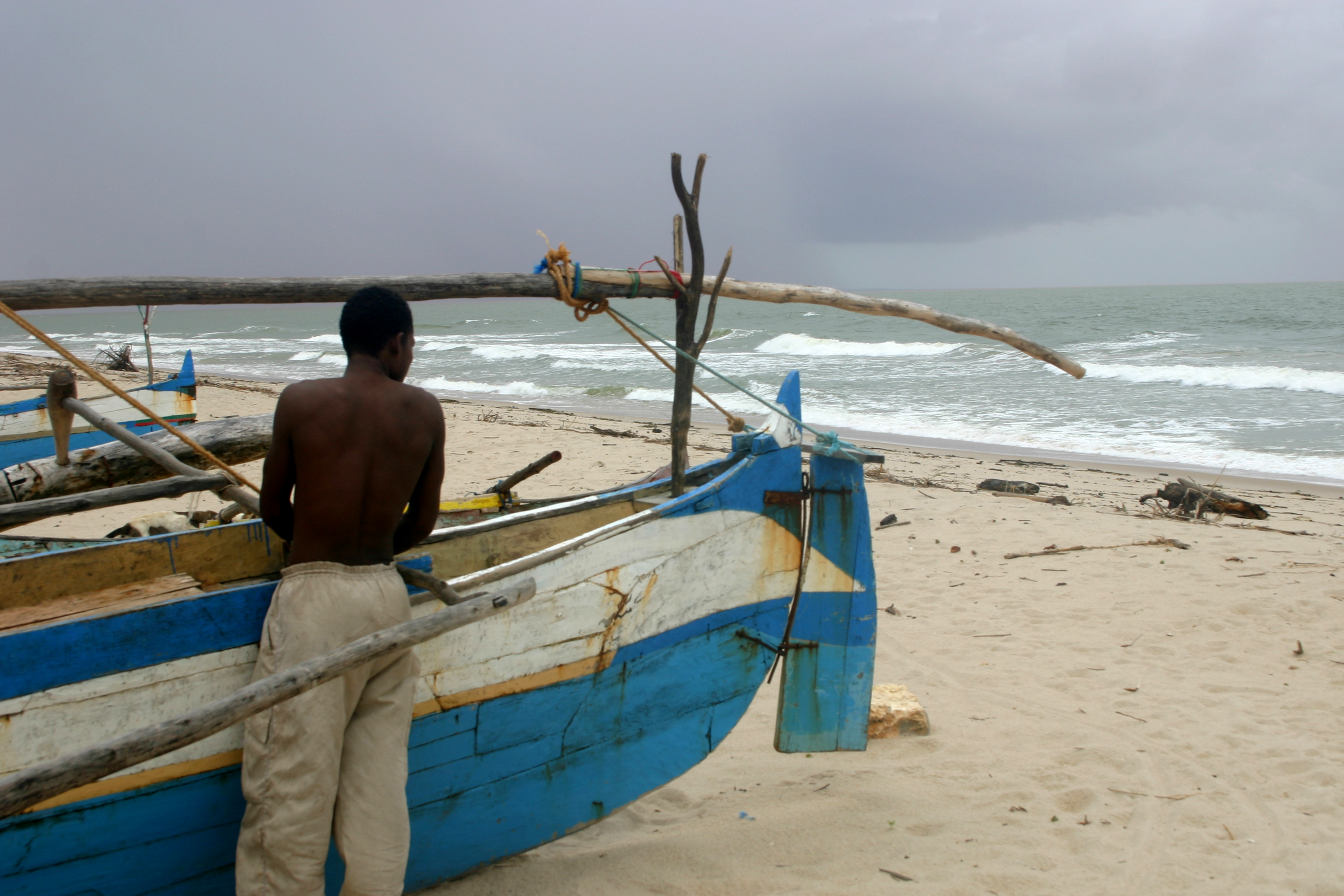
Einer der Strände nördlich der Stadt

Nordöstlich der Stadt liegt der regionale Flughafen, von welchem aus diverse Inlanddestinationen sowie Mayotte erreicht werden können. Außerdem bestehen tägliche Busverbindungen in die Hauptstadt. In der Stadt gibt es ein regionales Krankenhaus. Die Stadt ist seit 1923 Apostolisches Vikariat und seit 1955 ein Bischofssitz der katholischen Kirche.
Durch die enorme Abholzung im Inneren Madagaskars hat sich der Zugang zum Hafen der Stadt über den Fluss Betsiboka für größere Schiffe durch Sand- und Geröllablagerungen verändert. Heute müssen Fracht und Personen an der Mündung des Flusses auf kleinere Schiffe umgeladen werden bzw. umsteigen. Das Schiff Acadie verbindet den Hafen der Stadt mit Moroni and Mutsamudu auf den Komoren.
Von Mahajanga aus führt die RN 4 über eine Strecke von 570 km in die Hauptstadt Antananarivo.

## Sehenswürdigkeiten

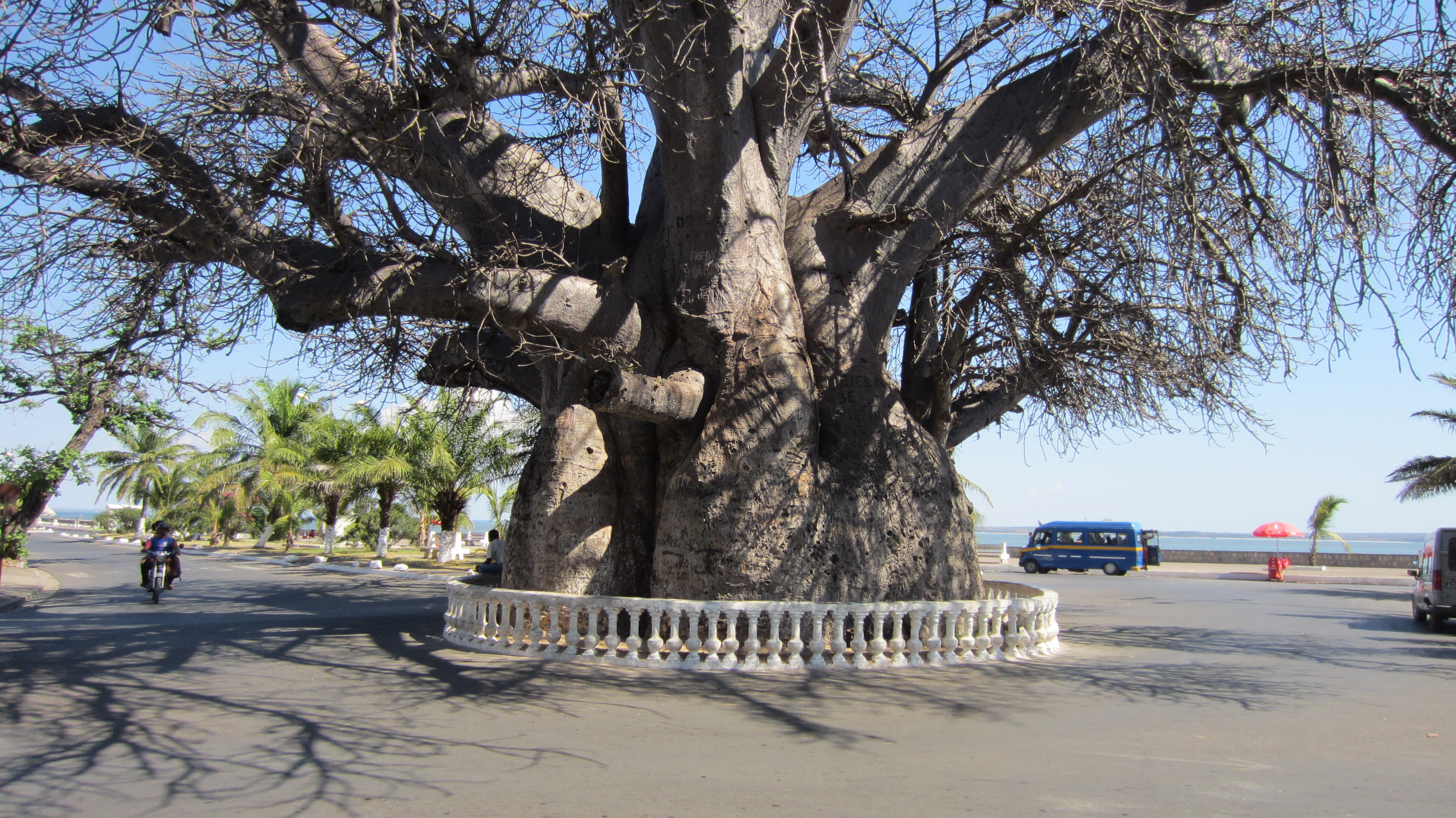
Affenbrotbaum

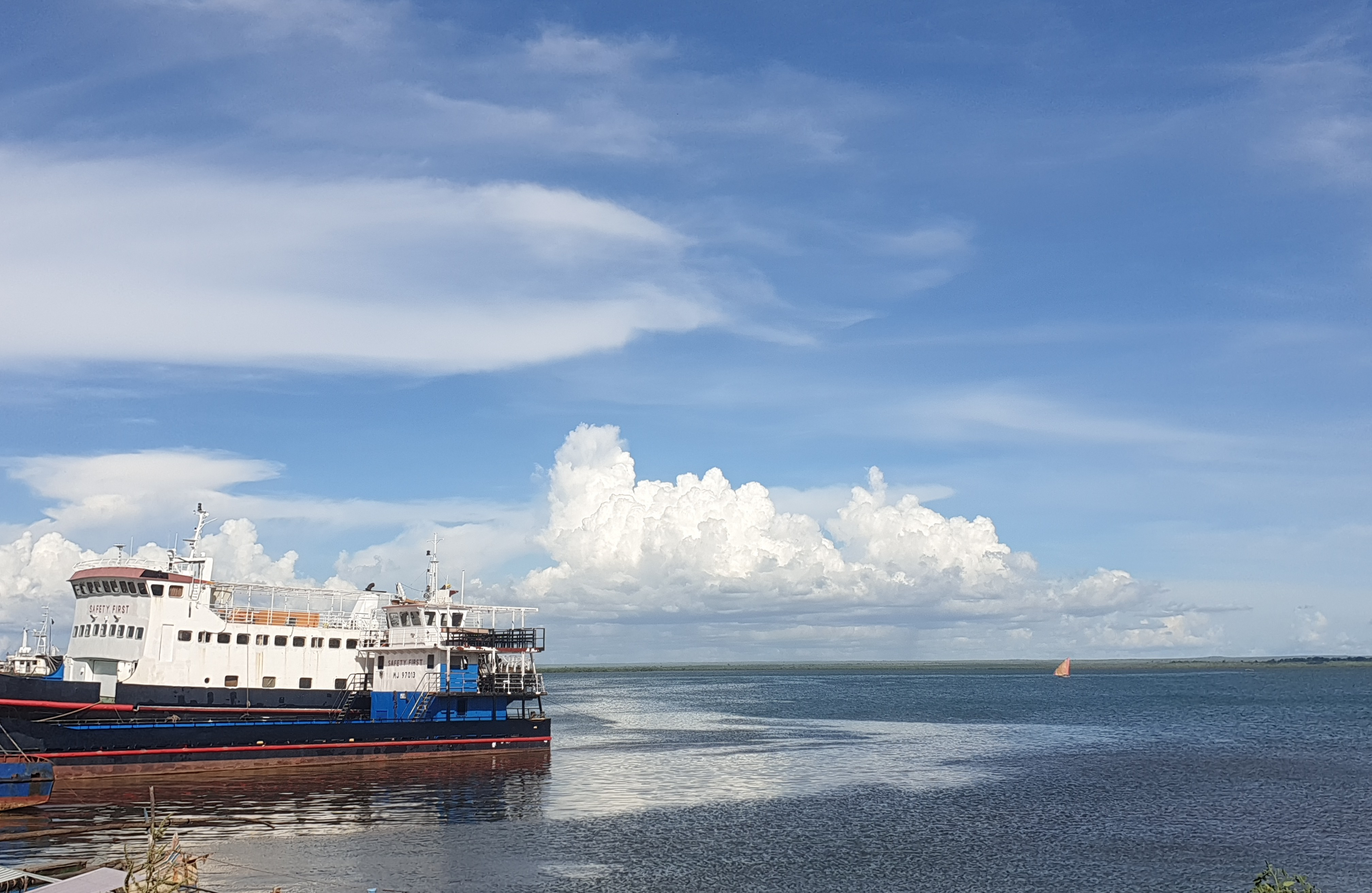
Fähre über den Betsiboka nach Katsepy

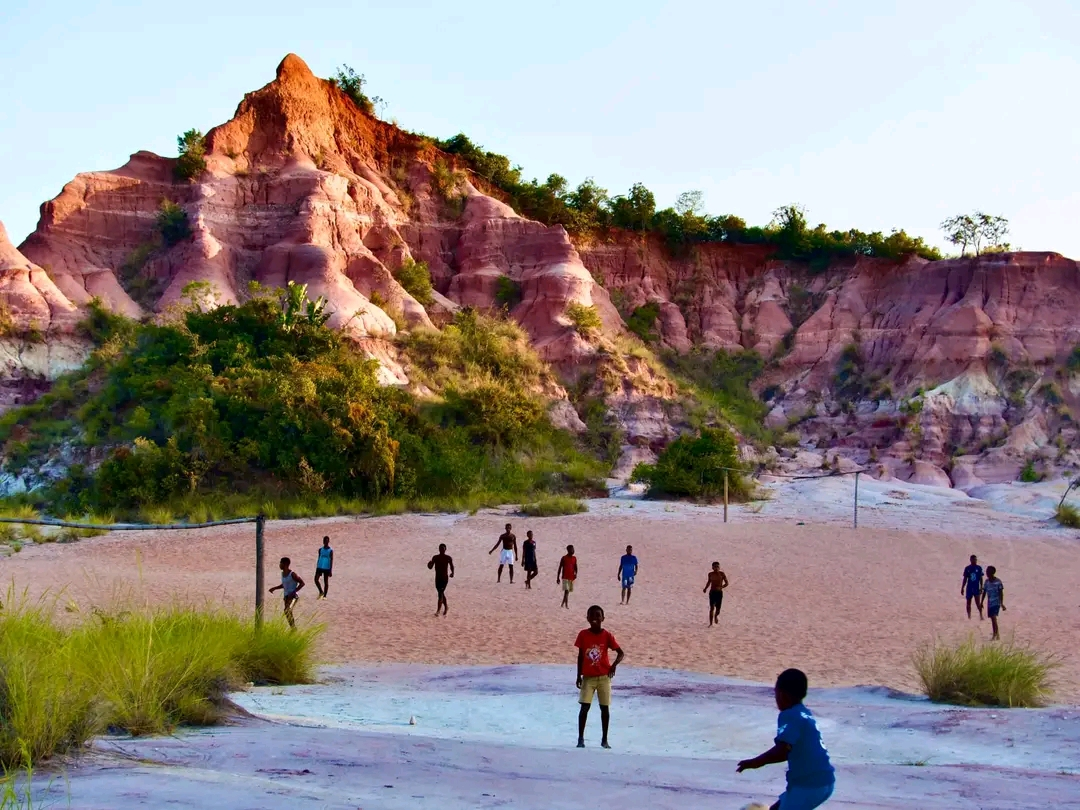
Cirque Rouge

Der Afrikanische Affenbrotbaum in Küstennähe ist mit einem Umfang von 21 Metern das dickste Exemplar Madagaskars und das Wahrzeichen der Stadt.
In der Region sind vor allem die Mündungsebene des Betsiboka und die zahlreichen Strände Anlaufpunkte für die wenigen Touristen.
Im Norden der Stadt können die roten Felsen des Cirque Rouge nach Zahlung einer Eintrittsgebühr besichtigt werden.
Die Höhlen von Belobaka, in der die ältesten Überreste von Flusspferden auf der Insel gefunden wurden, sind 11 km von der Stadt entfernt. 
Ca. 150 km südwestlich von Mahajanga befinden sich die Nationalparks: Nationalpark Baie de Baly und Nationalpark Tsingy de Namoroka.
114 km südöstlich von Mahajanga liegt der Nationalpark Ankarafantsika.

## Klimatabelle
|                       | Jan  | Feb  | Mär  | Apr  | Mai  | Jun  | Jul  | Aug  | Sep  | Okt  | Nov  | Dez  |   |      |
| Mittl. Tagesmax. (°C) | 31,1 | 31,3 | 31,6 | 32,6 | 31,8 | 30,5 | 30,4 | 31,2 | 32,1 | 32,6 | 32,4 | 31,9 | ⌀ | 31,6 |
| Mittl. Tagesmin. (°C) | 23,5 | 23,7 | 23,6 | 23,4 | 21,9 | 20,2 | 19,6 | 19,9 | 20,9 | 22,4 | 23,8 | 23,7 | ⌀ | 22,2 |
|                       |      |      |      |      |      |      |      |      |      |      |      |      |   |      |
| Niederschlag (mm)     | 437  | 353  | 242  | 52   | 10   | 2    | 1    | 3    | 2    | 23   | 118  | 245  | Σ | 1488 |
|                       |      |      |      |      |      |      |      |      |      |      |      |      |   |      |
| Sonnenstunden (h/d)   | 5,3  | 5,7  | 6,7  | 10,0 | 10,5 | 9,9  | 10,0 | 10,4 | 10,7 | 10,8 | 9,6  | 7,5  | ⌀ | 8,9  |
|                       |      |      |      |      |      |      |      |      |      |      |      |      |   |      |
| Regentage (d)         | 17   | 16   | 12   | 4    | 1    | 1    | 1    | 1    | 1    | 2    | 6    | 13   | Σ | 75   |
|                       |      |      |      |      |      |      |      |      |      |      |      |      |   |      |
| Luftfeuchtigkeit (%)  | 82   | 83   | 81   | 73   | 67   | 64   | 62   | 60   | 63   | 66   | 72   | 80   | ⌀ | 71   |

| 23,5 |

| 23,7 |

| 23,6 |

| 23,4 |

| 21,9 |

| 20,2 |

| 19,6 |

| 19,9 |

| 20,9 |

| 22,4 |

| 23,8 |

| 23,7 |

| 23,5 |

| 23,7 |

| 23,6 |

| 23,4 |

| 21,9 |

| 20,2 |

| 19,6 |

| 19,9 |

| 20,9 |

| 22,4 |

| 23,8 |

| 23,7 |